# Jégi dicsőségünk
A Jégi dicsőségünk (eredeti cím: Blades of Glory) 2007-ben bemutatott amerikai sport-vígjáték, amelyet Will Speck és Josh Gordon rendeztek. A film forgatókönyvírói Jeff Cox, Craig Cox, John Altschuler és Dave Krinsky, a főszerepben pedig Will Ferrell, Jon Heder, Will Arnett, Amy Poehler, William Fichtner, Jenna Fischer és Craig T. Nelson látható. Az Amerikai Egyesült Államokban 2007. március 30-án mutatták be.

## Rövid történet
2002-ben két rivális olimpiai korcsolyázót megfosztottak aranyérmüktől és véglegesen eltiltottak a férfi egyéni versenyzéstől. Jelenleg azonban találtak egy kiskaput, amely lehetővé teszi számukra, hogy páros csapatként kvalifikálják magukat.

## Szereplők
| Karakter                 | Színész          | Magyar hang         |
| ------------------------ | ---------------- | ------------------- |
| Chazz Michael Michaels   | Will Ferrell     | Kerekes József      |
| Jimmy MacElroy           | Jon Heder        | Hamvas Dániel       |
| Stranz Van Waldenberg    | Will Arnett      | Galbenisz Tomasz    |
| Fairchild Van Waldenberg | Amy Poehler      | Vadász Bea          |
| Katie Van Waldenberg     | Jenna Fischer    | Németh Borbála      |
| Darren MacElroy          | William Fichtner | Rosta Sándor        |
| Edző                     | Craig T. Nelson  | Kautzky Armand      |
| Jesse                    | Romany Malco     | Varga Rókus         |
| Hector                   | Nick Swardson    | Besenczi Árpád      |
| Sportriporter            | Scott Hamilton   | Gundel Takács Gábor |
| Mountie                  | Andy Richter     |                     |
| Mountie                  | Greg Lindsay     |                     |
| Bryce                    | Rob Corddry      | Albert Péter        |
| Szexuális felvilágosító  | Luke Wilson      | Juhász Zoltán       |
| Ebbers tanácsnok         | William Daniels  | Szokolay Ottó       |
| Sportriporter            | Jim Lampley      | Szersén Gyula       |

## Bevétel
A film 118,2 millió dollárt hozott az Egyesült Államokban és Kanadában, 26,3 millió dollárt pedig egyéb területeken, összesen 145,7 millió dollárt hozott.
A film a 2007. március 30-i és április 1-jei nyitóhétvégén 33 millió dolláros bevételt ért el 3372 moziban, átlagosan 9790 dolláros vetítésenkénti bevételt, ezzel megelőzve a Disney A Robinson család titka című filmjét. A második hétvégén 22,5 millió dollárt gyűjtött, és mindössze 32%-ot veszített a nézettségéből, így megtartotta az első helyét.

## Médiakiadás
A film 2007. augusztus 7-én jelent meg DVD-n és HD DVD-n, Blu-ray lemezen pedig 2008. május 20-án.